# Comité consultatif d’Alsace et de Lorraine
Das Comité consultatif d’Alsace et de Lorraine war ein beratendes Gremium in Elsaß-Lothringen nach dem Ersten Weltkrieg. Es ersetzte den Conseil Supérieur d’Alsace et de Lorraine.
Mit Dekret vom 8. September 1920 wurde das Comité consultatif d’Alsace et de Lorraine geschaffen und der Conseil Supérieur d’Alsace et de Lorraine aufgelöst. Die Mitglieder wurden nun durch die nach französischem Recht neu gewählten Volksvertretungen bestimmt. Mit der Auflösung des Comité consultatif d’Alsace et de Lorraine 1924 endete die letzte gemeinsame Institution Elsaß-Lothringens. 

## Mitglieder
A) Bestimmt durch die Senatoren
- Département Bas-Rhin: Michel Diebolt-Weber
- Département Haut-Rhin: Sebastian Pius Gegauff
- Département Moselle: General Auguste Édouard Hirschauer

B) Bestimmt durch die Députés
- Unterelsass: Charles Frey
- Unterelsass: Eugène Müller
- Oberelsass: Joseph Pfleger
- Oberelsass: Charles Scheer
- Lothringen: Robert Schuman
- Lothringen: Guy de Wendel

C) Bestimmt durch die Generalräte
- Unterelsass:
  - Gromer
  - Herrenschmidt
  - Rohmer
  - Quirin
  - Georges Ramspacher
  - Alfred Schisselé
  - Georges Weill
  - Weydmann
- Oberelsass:
  - Joseph Brom
  - Franz Xaver Hægy
  - Joseph Rudolf
  - Rieder
  - Auguste Wicky
- Lothringen
  - de Bertier
  - Everlé
  - Leon Henry
  - Alfort Mansuy
  - Paqué
  - Alexis Weber

D) Auf Vorschlag des Generalkommissars ernannt
- Clément Colson, Präsident der Sektion für Finanzen im Conseil d’État (Président de section au Conseil d’État)
- Abel Combarieu, Präsident des Rechnungshofes (Président de Chambre à la Cour des Comptes)
- Paul Matter, Avocat Général am Kassationshof
- Pierre Schweisguth, Inspecteur des Finances, Directeur du Crédit National
- Henri Capitant, Professor der Rechtswissenschaften an Universität Paris